# Peter Wiersum
Peter Noel Jan Wiersum (Sutton Coldfiel, Reino Unido, 1 de noviembre de 1984) es un deportista neerlandés que compitió en remo como timonel.
Participó en tres Juegos Olímpicos de Verano, obteniendo una medalla de bronce en Río de Janeiro 2016, en la prueba de ocho con timonel, el cuarto lugar en Pekín 2008 y el quinto en Londres 2012, en la misma prueba.
Ganó tres medallas en el Campeonato Mundial de Remo entre los años 2007 y 2015, y una medalla de bronce en el Campeonato Europeo de Remo de 2013.

## Palmarés internacional
| Juegos Olímpicos   | Juegos Olímpicos        | Juegos Olímpicos  | Juegos Olímpicos        |
| Año                | Lugar                   | Medalla           | Prueba                  |
| ------------------ | ----------------------- | ----------------- | ----------------------- |
| 2016               | Río de Janeiro (Brasil) | Medalla de bronce | Ocho con timonel        |
| Campeonato Mundial |                         |                   |                         |
| Año                | Lugar                   | Medalla           | Prueba                  |
| 2007               | Múnich (Alemania)       | Medalla de oro    | Ocho con timonel ligero |
| 2009               | Poznań (Polonia)        | Medalla de bronce | Ocho con timonel        |
| 2015               | Aiguebelette (Francia)  | Medalla de bronce | Ocho con timonel        |
| Campeonato Europeo |                         |                   |                         |
| Año                | Lugar                   | Medalla           | Prueba                  |
| 2013               | Sevilla (España)        | Medalla de bronce | Ocho con timonel        |